# Fonsecahymen stigmata
Fonsecahymen stigmata (лат.) — ископаемый вид муравьёв (Formicidae), единственный в составе рода Fonsecahymen. (Южная Америка, Бразилия, Minas Gerais, Fonseca Basin, олигоцен, возраст находки 33—37 млн лет).

## Описание
Длина переднего крыла 14 мм. Голова в 1,2 раза длиннее своей ширины. Пронотум эллиптический и в 1,3 раза длиннее свой ширины. Остальные части плохо видны на отпечатке. Сохранились в отпечатках на аргиллитовых сланцах.
Вид был впервые описан в 2002 году бразильскими энтомологами Р. Мартинс-Нето и М.Мендес (R. G. Martins-Neto и M. Mendes, Бразилия). Родовое название Fonsecahymen происходит от сочетания слов Fonseca (по названию места обнаружения Fonseca Basin) и hymen (по имени отряда Hymenoptera). Первоначально по особенностям жилкования было определено, что новый вид относится к формицинам и близок к роду Oecophylla.